# Manuel Fernández Anidos
Manuel Fernández Anidos, más conocido como Manel (Narón, La Coruña, 9 de mayo de 1972) es un futbolista español que jugaba de centrocampista. Fue internacional sub-21 para España. Es hijo del también exfutbolista Manuel Fernández Amado

## Trayectoria
Después de pasar por el equipo juvenil del Racing de Ferrol, Manel llamó la atención del Celta de Vigo, que lo incorporó para jugar en su filial. El 19 de diciembre de 1993, en la jornada 16, debuta con el primer equipo, disputando veintitrés minutos en el partido jugado en el Nou Camp contra el Barcelona, el único de su carrera en la máxima categoría. Además durante esta temporada jugo 4 partidos de Copa del Rey marcando 1 gol, y ayudando al Celta a alcanzar la final de este torneo, y otros 4 con la selección española Sub-21.
Al año siguiente, la 94/95, regresa al Racing de Ferrol, que militaba en la Segunda B. Dos años después ficha por el Elche CF. Con el cuadro ilicitano consigue el ascenso a Segunda. En la categoría de plata, el año 97/98, el gallego juega 12 partidos y su equipo desciende.
En verano de 1998 comienza su tercera etapa en Ferrol, pasando dos años en Segunda B y otros tres a la Segunda División. En esta última, en la que estuvo entre el 200 y el 2003, fue titular las dos primeras campañas, para perder ese privilegio a la 2.3, en la que, sin embargo, apareció en 17 encuentros, la mayoría como suplente.
A partir de 2003, la carrera de Manel ha estado en equipos gallegos de menor rango, como el Cerceda (2004-03), el Viveiro Club de Fútbol (2004-06) o el Narón (2006-08), donde coincidió con el ex -azulgrana Angel Cuellar. 
En la actualidad se ocupa de la dirección de la Escuela de Fútbol del Racing de Ferrol.

## Clubes
| Club                   | País   | Año       | Partidos Liga | Goles Liga | Partidos Copa | Goles Copa | Partidos Promoción | Goles Promoción |
| ---------------------- | ------ | --------- | ------------- | ---------- | ------------- | ---------- | ------------------ | --------------- |
| Celta B                | España | 1992-1994 | 60            | 11         |               |            |                    |                 |
| Celta de Vigo          | España | 1993-1994 | 1             | 0          | 4             | 1          |                    |                 |
| Racing Ferrol          | España | 1994-1996 | 58            | 14         | 8             | 1          | 6                  | 1               |
| Elche                  | España | 1996-1998 | 33            | 1          | 5             | 0          | 6                  | 1               |
| Racing Ferrol          | España | 1998-2003 | 146           | 25         | 2             | 0          | 12                 | 1               |
| Cerceda                | España | 2003-2004 |               |            |               |            |                    |                 |
| Viveiro Club de Fútbol | España | 2004-2006 |               |            |               |            |                    |                 |
| Narón                  | España | 2006-2008 |               |            |               |            |                    |                 |

## Palmarés
- Subcampeón de la Copa del Rey con el Real Celta en la temporada 1993/94.

- Datos: Q4887825